# Éric Frutoso
Pour les articles homonymes, voir Frutoso.
Éric Frutoso (né le 13 novembre 1970, à Mantes-la-Jolie) est un coureur cycliste français, principalement actif dans les années 1990. 

## Biographie
Resté amateur, il est sélectionné en équipe de France. Il participe notamment au dernier championnat du monde amateurs en 1995 à Duitama, où il se classe dix-huitième.

## Palmarès
- 1989
  - 2e du Tour des Landes
- 1990
  - 3e du championnat de Midi-Pyrénées
- 1991
  - 2e du Loire-Atlantique espoirs
- 1993
  - 2e du Tour de Nouvelle-Calédonie
  - 3e du Grand Prix Pierre-Pinel
- 1994
  - 4e étape du Tour d'Auvergne
  - Grand Prix des Fêtes de Cénac-et-Saint-Julien
  - 3e du Tour du Canton de Gémozac
- 1995
  - Grand Prix de Saint-Hilaire-du-Harcouët
  - Circuit de Saône-et-Loire :
    - Classement général
    - 1re et 2e étapes

  - Paris-Mantes
  - 2ea étape du Tour de Corrèze[4]
  - 2e étape du Circuito Montañés
  - 2e du Trophée des Châteaux aux Milandes
  - 2e du Grand Prix de Puy-l'Évêque
  - 2e du Tour de la Porte Océane
  - 3e de la Ronde du Pays basque
  - 3e du Circuito Montañés
- 1996
  - Grand Prix Pierre-Pinel
  - 2e étape du Tour de Gironde
  - Grand Prix de Puy-l'Évêque
  - Ronde du Chasselas
  - 2e du Tour de Gironde
  - 2e de la Pédale d'Or de Ligugé
  - 3e du championnat de France du contre-la-montre par équipes
- 1997
  - 2e de la Route de l'Atlantique
  - 2e du championnat d'Aquitaine
  - 3e de la Ronde du Pays basque
  - 3e de Paris-Saint-Quentin
- 1999
  - Champion d'Aquitaine
  - 3e de la Flèche landaise